# Esparta
Esparta est une municipalité du Honduras, située dans le département d'Atlántida. Elle est fondée le 2 septembre 1902.

## Crédit d'auteurs
- (en) Cet article est partiellement ou en totalité issu de l’article de Wikipédia en anglais intitulé « Esparta » (voir la liste des auteurs).